# Einar Kristiansen
Einar Kristiansen (ur. 18 czerwca 1882 r. w Bærum – zm. w 1965 r.) – norweski narciarz kombinacji norweskiej uczestniczący w zawodach w latach 1900-1909.
Zdobył medal Holmenkollen w 1908.